# 함안 성점산성
함안 성점산성(咸安 城岾山城)은 대한민국 경상남도 함안군 함안면에 있는 산성이다. 1997년 12월 31일 경상남도의 기념물 제180호로 지정되었다.

## 개요
경상남도 함안군 함안면 북촌리에 있는 이 산성은 계곡을 둘러싸며 주위의 산 능선을 따라 일정하지 않은 모양으로 쌓은 산성이다. 성의 둘레가 약 1.7km에 달하는 대규모의 산성이고, 남서쪽 성벽은 바깥만 돌로 쌓고 안쪽은 흙과 잡석으로 채우는 방식으로 쌓았다.
만든 연대를 알 수 있는 기록이나 유물을 발견하진 못했지만 만든 방식이 근처의 성산산성, 문안산성과 동일하다. 그리고 성 안에서 발견되는 일부 토기와 기와조각 등으로 미루어 보아 이것은 통일신라시대까지는 거슬러 올라갈 수 있을 것으로 추정한다.

## 참고 자료
- 함안 성점산성 - 국가유산청 국가유산포털